# Ligne de Kerley

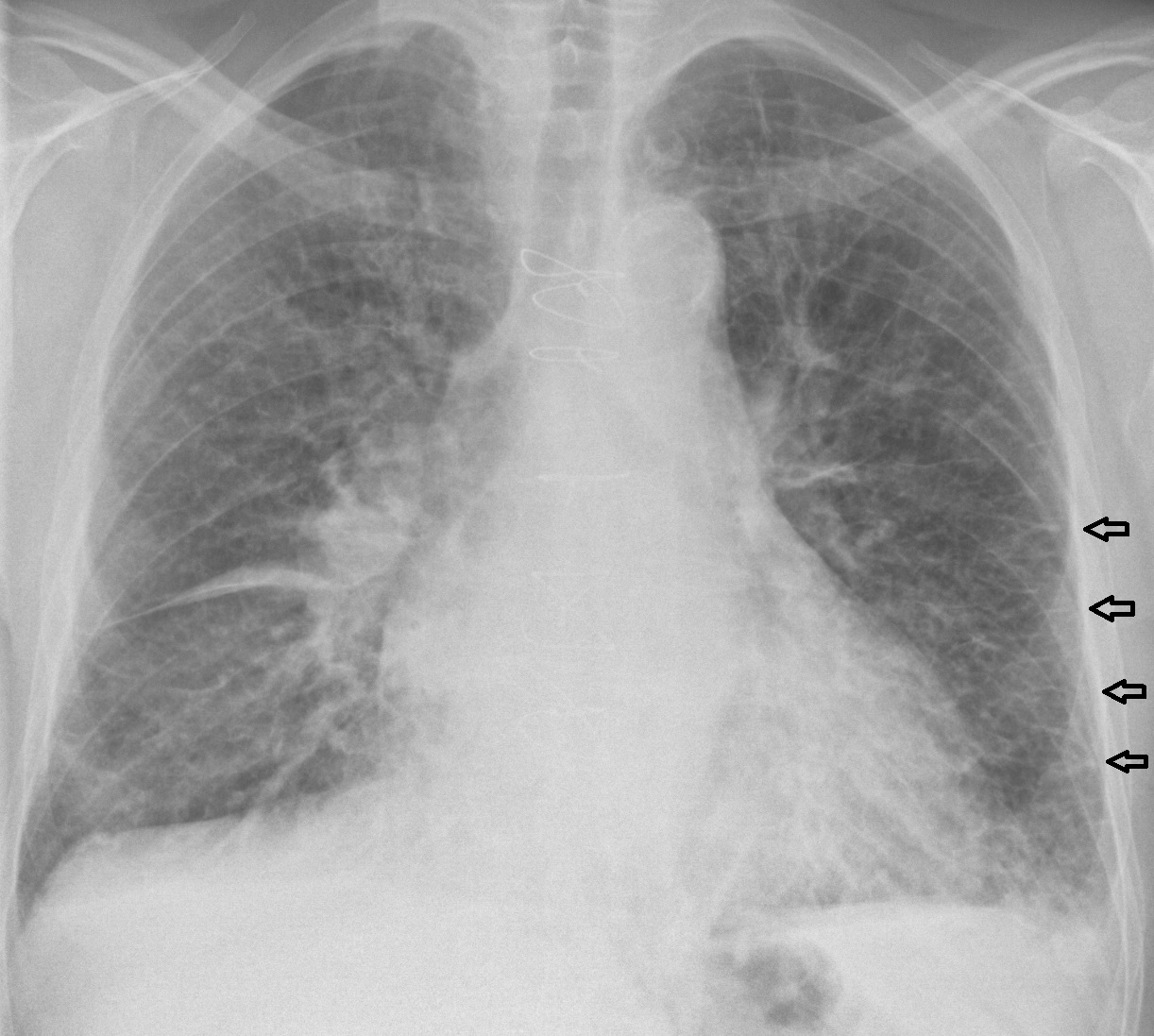
Lignes de Kerley B chez un patient souffrant d'insuffisance cardiaque congestive.

Les lignes de Kerley sont un signe de syndrome interstitiel sur une radiographie du thorax. Elles traduisent l'épaississement des septa interlobulaires dû à un infiltrat du tissu conjonctif (interstitium pulmonaire). On distingue les lignes de Kerley de type A (apical), B (basal), C (apical+basal) et D.
Leur nom est emprunté à Peter Kerley qui les a décrites.